# Grupo Financiero Multiva
Grupo Financiero Multiva es un holding de instituciones financieras mexicanas, integrante de Grupo Empresarial Ángeles.
Fue fundado en 1991 a partir de Multivalores Casa de Bolsa, fundada a su vez en 1974 como Mexfin, S.A.

## Datos históricos
- Fue fundado en 1980 en la ciudad de Guadalajara, Jalisco, con la creación de Casa de Bolsa como Multivalores S.A. de C.V.

- En septiembre de 1985 inicia  operaciones bajo el nombre de Casa de Cambio Interamericana

- En diciembre de 1988 se establece oficialmente Multiva Casa de Cambio.

- En 1991 nace legalmente Multivalores Grupo Financiero luego de que Multivalores Casa de Bolsa integrara a las filiales de  Multiva Arrendadora y Multiva Factoring transformándose en un grupo financiero.

- En 2000 se establece Multivalores Sociedad Operadora de Sociedades de Inversión, la cual inició sus operaciones hasta diciembre de 2001 época en la que, al mismo tiempo, la Casa de Cambio es fusionada con el Grupo Financiero, desde ese entonces Multivalores Grupo Financiero comenzó a experimentar un crecimiento constante.

- En 2006, Grupo Financiero Multiva es adquirido por el Grupo Empresarial Ángeles, un grupo de empresas mexicanas de gran reconocimiento a nivel mundial y nacional; propiedad de Olegario Vázquez Raña.

- El 2 de marzo de 2007, Grupo Financiero multiva obtiene su licitación para operar de nueva cuenta como un grupo bancario, luego de que años atrás perdieran ante el gobierno, el Banco del Centro S.N.C. (BANCEN) que pasó a ser propiedad de Grupo Financiero Banorte.

Actualmente, se encuentra constituida por tres entidades financieras: 
- Casa de Bolsa Multiva
- Banco Multiva
- Fondos de Inversión Multiva